# Valendi Odelus
Luis Valendi Odelus (ur. 1 grudnia 1994 w Saint-Louis-du-Nord) – haitański piłkarz występujący na pozycji bramkarza w haitańskim klubie Aigle Noir. Znalazł się w kadrze reprezentacji Haiti na Copa América 2016.